# Gonzalo Pérez Arce
Gonzalo Pérez Arce (* 20. Juli 1998 in León) ist ein spanischer Handballspieler, der auf der Spielposition rechter Außenspieler eingesetzt wird.

## Karriere

### Verein
Gonzalo Pérez lernte das Handballspielen in seiner Heimatstadt bei Ademar León. Ab 2017 stand er dort in der ersten Mannschaft gemeinsam mit seinem Bruder Rodrigo Pérez. In der Saison 2020/21 gelang ihm der Durchbruch, als er als zweitbester Torschütze der Liga Asobal 213 Tore in 34 Spielen erzielte und in das All-Star-Team der Liga gewählt wurde. In der folgenden Spielzeit bestätigte er seine Leistung erneut als Zweitplatzierter der Torschützenliste mit 200 Treffern in 30 Partien. Mit León wurde er 2018 und 2020 Zweiter in der Liga Asobal hinter dem FC Barcelona. Auch in der Copa Asobal 2017/18, der Copa del Rey 2020/21 und der Supercopa 2021/22 unterlag man Barça im Finale. International nahm er mit León an der EHF Champions League 2017/18 und der EHF Champions League 2018/19 teil, am EHF-Pokal 2019/20 sowie an der EHF European League 2020/21 und der EHF European League 2021/22. Nach insgesamt 576 Toren in 140 Ligaspielen verließ er die spanische Liga.
Der Rechtsaußen wechselte im Sommer 2022 zum polnischen Vizemeister Wisła Płock. Mit Płock gewann er 2023 und 2024 den polnischen Pokal sowie 2024 die Meisterschaft. Nach der Saison 2023/24 verließ er Wisła Płock. Insgesamt erzielte der Flügelspieler 125 Tore für das Płock-Team – 65 in der Champions League, 58 in der ORLEN Super League und zwei im polnischen ORLEN-Pokal.
In der Saison 2024/25 spielte er in Deutschland bei der SG BBM Bietigheim in der Bundesliga.
Pérez kehrt im Sommer 2025 nach Spanien zu Ademar León zurück.

### Nationalmannschaft
Pérez spielte erstmals am 22. Juli 2016 für eine spanische Auswahlmannschaft der Real Federación Española de Balonmano (RFEBM). Er nahm mit der spanischen Jugendnationalmannschaft an der U-18-Europameisterschaft 2016 teil. Bei der U-19-Weltmeisterschaft 2017 in Georgien warf er 34 Tore in neun Spielen und gewann mit der spanischen Jugendauswahl die Silbermedaille. Bis zum 20. August 2017 bestritt er 27 Spiele für die juvenil selección und warf darin 79 Tore.
Ab dem 28. Oktober 2017 stand er wiederholt im Aufgebot spanischen Juniorennationalmannschaft, mit der er an der U-20-Europameisterschaft 2018 sowie an der U-21-Weltmeisterschaft 2019 teilnahm. Letztmals am 25. Juli 2019 in dieser Auswahl eingesetzt, absolvierte er insgesamt 33 Partien für Spaniens Junioren und warf 141 Tore.
In der spanischen A-Nationalmannschaft debütierte Pérez Arce bei einem Länderspiel gegen Argentinien (19:25) am 7. Januar 2021 in Moskau. Bis zum 6. November 2021 bestritt er vier Länderspiele, in denen er elf Tore erzielte.